# 林養棟
林养栋（1589年—？），字元培，廣東廣州府番禺縣軍籍，明朝政治人物。

## 生平
万历三十四年（1606年）丙午科廣東乡试举人，三十五年（1607年）丁未科進士，都察院觀政，三十六年二月授滦州知州，不畏强暴，遭流谤，三十七年调用，四十二年補京卫武学教授，四十三年升国子监博士，四十四年升工部主事，四十七年管易州山厂。

## 著作
博雅善诗文，精隶楷书法，今偏凉汀閣存其遗迹。

## 家族
曾祖林福。祖父林晟，大使。父林以蕙。母黎氏，継母吕氏。具庆下。